# Kangjia
Die Kangjia-Stätte (chinesisch 康家遗址, Pinyin Kāngjiā yízhǐ) ist eine neolithische Stätte in Xi’an in der chinesischen Provinz Shaanxi. Sie liegt im Norden des Dorfes Kangjia 康家村 der Großgemeinde Xiangqiao des Stadtbezirks Lintong von Xi’an. Die Stätte wird auf -4000 bis -2000 datiert. Es wurden mehr als 300 Gebäudestätten entdeckt und über zehntausend Artefakte aus Ton (überwiegend Graukeramik), Stein, Knochen und Horn ausgegraben datiert.
Die Kangjia-Stätte  steht seit 2001 auf der Liste der Denkmäler der Volksrepublik China (5-113).